# Sol de primavera
 Sol de Primavera  es una película argentina en blanco y negro dirigida por José Agustín Ferreyra sobre su propio guion escrito en colaboración con Floren Delbene que se estrenó el 22 de septiembre de 1937 y que tuvo como protagonistas a Floren Delbene y Herminia Franco. 

## Sinopsis
Dos hermanos pretenden a su hermana adoptiva, uno de ellos se marcha y ella decide seguirlo.

## Reparto
- Floren Delbene … Carlos
- Herminia Franco … Primavera
- José Mazzili … Rosendo
- Eloy Álvarez … Don Prudencio
- Aurelia Musto … Doña Remedios
- Sara Olmos … Margarita
- Perla Mary … Perla
- Salvador Arcella …
- Nelly Edison

## Comentario
Jorge Miguel Couselo opinó sobre el filme:

"Diálogos de ampulosa predisposición no viciaban el encanto de notas campesinas grácilmente captadas y el contraste humorístico de un estanciero haciéndose ambiente en un Buenos Aires que no conoce. La oposición del primer cine de Ferreyra ciudad-corrupción y campo-virtud se atemperaba en una visión diáfana, tranquila, desarrollando sin crispaciones una rivalidad amorosa entre dos hermanos, con un mutis que pretendía ser heroico (el muchacho que se venía a la capital) y la definición de verdad de la mujer forzando el desenlace de su propia felicidad. En extremo modesta, Sol de primavera tenía el aval de la veracidad sin complicaciones y lo que falta a la mayoría de las producciones nacionales: sinceridad y cariño."

Fernando Martín Peña escribió sobre el filme que:

« describe una modesta trama de desencuentros amorosos en una estancia, donde todo el mundo parece desear a la persona equivocada. Al igual que en el cine que realizó durante el período mudo, Ferreyra utiliza el ambiente campero para apoyar su anécdota en la clásica antinomia entre la bondad de las cosas de la naturaleza (por algo la protagonista se llama Primavera) y la disipación de las tentaciones de la ciudad, que todo lo confunde. En ese contexto resulta bastante curioso que Ferreyra haya elegido a Herminia Franco, recurrente femme fatale del primer cine sonoro argentino, para interpretar esta vez a un personaje que encarna todas las virtudes. Ferreyra captura de manera casi documental una manera de hablar, un decir, una entonación, que se ha perdido en la noche de los tiempos y que fue ajeno a todas las impostaciones. En sus películas no aparece ese uso artificioso del “tú” que fatigó casi todo el cine clásico argentino en procura de integrarse al mercado exterior. Pero la intención del director no fue nunca el naturalismo, sino lograr ante todo una atmósfera, la expresión plástica de un estado de ánimo..»

## Pérdida y reconstrucción de la copia
En la colección Turner donada al INCAA solo había una copia del filme en 16mm. Pero en una colección de rollos en soporte nitrato que había pertenecido a Alfredo Murúa, productor del filme, que el INCAA adquirió en 2000 se encontraba una copia original, completa y en excelente estado, de la cual se hizo un nuevo internegativo 35mm. de imagen y sonido, que será
la nueva matriz de la película, y luego una nueva copia en 35mm.